# Fazil (Chéki)
Fazil est un village de la région de Şəki en Azerbaïdjan.

## Géographie
Le village de Fazil de la région de Şəki est situé dans la circonscription administrative du village d'Ibrahimkend.

## Économie
La principale occupation de la population du village est l'agriculture et l'élevage.

## Population
Selon les statistiques de 2009, la population du village est de 403 personnes.

## Culture
Il y a un musée du Labyrinthe dans le village de Fazil.